# Cantó de Moncontour (Viena)
El cantó de Moncontour és un cantó francès del departament de la Viena, situat al districte de Châtellerault. Té 10 municipis i el cap és Moncontour.

## Municipis
- Angliers
- Aulnay
- La Chaussée
- Craon
- La Grimaudière
- Martaizé
- Mazeuil
- Moncontour
- Saint-Clair
- Saint-Jean-de-Sauves

## Història
| Data d'elecció                           | Identitat      | Partit                    | Qualitat |
| ---------------------------------------- | -------------- | ------------------------- | -------- |
| 1949-1961                                | Georges Moreau | Radical                   |          |
| 1961-1967                                | Pierre Guillon | Divers droite, després CD |          |
| 1967-1992                                | Louise Lesage  | CD, després UDF-CDS       |          |
| 1992-2004                                | Martine Ducroz | UDF-FD                    |          |
| 2004-                                    | Edouard Renaud | Divers droite             |          |
| les dades anteriors no són pas conegudes |                |                           |          |
|                                          |                |                           |          |

## Demografia
| A partir de 1990: Població sense dobles comptes |